# دون مانزولو
دونالد آنتونی مانزولو (زاده ۲۴ مارس 1944) یک تاجر و سیاستمدار آمریکایی است که از سال ۱۹۹۳ تا ۲۰۱۳ به عنوان نماینده ایالات متحده برای حوزه انتخابیه شانزدهم ایلی‌نوی  خدمت کرد. او یکی از اعضای حزب جمهوری‌خواه است. او از سال ۲۰۰۱ تا ۲۰۰۷ به عنوان رئیس کمیته تجارت کوچک و از ژانویه ۲۰۱۱ تا ژانویه ۲۰۱۳ به عنوان رئیس کمیته فرعی امور خارجی آسیا و اقیانوسیه خدمت کرد. او در انتخابات مقدماتی جمهوری خواهان در سال ۲۰۱۲ در ۲۰ مارس ۲۰۱۲ شکست خورد. مانزولو بین سال‌های ۲۰۱۲ تا ۲۰۱۸ به‌عنوان رئیس و مدیرعامل مؤسسه اقتصادی کره خدمت کرد.
دون مانزولو در راکفورد، ایلینویز به دنیا آمد و در دبیرستان اوبرن تحصیل کرد و در سال ۱۹۶۲ فارغ‌التحصیل شد او مدرک لیسانس خود را از دانشگاه آمریکایی در واشینگتن دی سی در سال ۱۹۶۷ و مدرک جی‌دی را از دانشکده حقوق دانشگاه مارکت در میلواکی، ویسکانسین در سال ۱۹۷۰ به دست آورد مانزولو قبل از ورود به سیاست به عنوان وکیل در اورگان، ایلینوی مشغول به کار بود.